# Schinnen

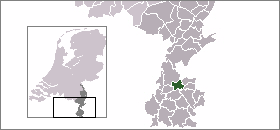
Schinnens läge

Schinnen är en historisk kommun i provinsen Limburg i Nederländerna. Kommunens totala area är 24,13 km² (där 0,05 km² är vatten) och invånarantalet är på 13 538 invånare (2005).